# Tossal de la Vila (la Serra d'en Galceran)
El Tossal de la Vila és un jaciment arqueològic situat en el conegut i emblemàtic turó del mateix nom de 954 metres sobre el nivell del mar a l'oest del nucli urbà de La Serra d'en Galceran, en la comarca de la Plana Alta (província de Castelló, Espanya). Té la declaració de Bé d'Interés Cultural (BIC).
Les excavacions arqueològiques han identificat com a l'àmplia plataforma que conforma el cim es conserven les restes d'un poblat protegit amb muralla situada en les parts més accessibles.
S'ha determinat que el poblat presenta dues fases d'ocupació diferenciades en el temps. La més antiga se situa entre finals de l'edat del bronze i inicis del Ferro Antic (segles VIII-VII abans de l'Era). La segona i més recent s'ha datat en el segle X de la Era.
Des de l'any 2012 les excavacions s'han anat efectuant en campanyes d'entre 2 i 3 setmanes mitjançant voluntariat gràcies a la col·laboració de l'Ajuntament de la Serra d'en Galceran amb el Servei d'Arqueologia de la Diputació de Castelló.

## Situació i territori

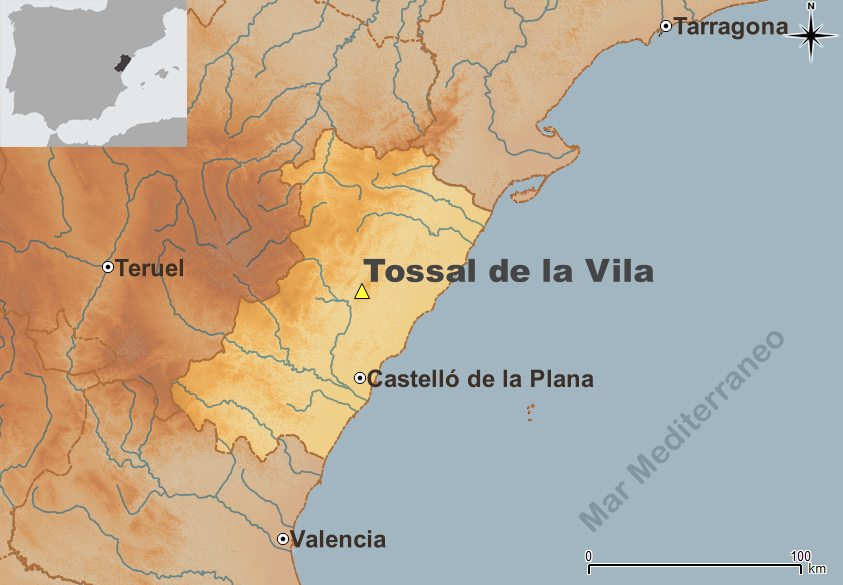
Situació

El Tossal de la Vila està situat en un dels punts més elevats de la Serra d'en Galceran, un dels sistemes centrals de la província de Castelló que separa el corredor de la rambla Carbonera respecte del Pla de l'Arc i el corredor de les Coves de Vinromà.
La situació del Tossal de la Vila, amb els seus 954 metres d'altitud, li atorguen una excepcional visibilitat, com demostra el fet que des d'allí els veïns asseguren que és possible vore fins a 22 municipis de la província de Castelló. És per açò que s'interpreta que una de les causes per a la seua ocupació en el passat siga precisament el seu caràcter estratègic.
Arqueològicament dins del terme municipal de la Serra d'en Galceran es coneixen diferents troballes arqueològiques de certa rellevància, entre les quals cal destacar els gravats paleolítics o epipaleolítics del Barranc de la Guitarra (publicats com de l'Abric d'en Melià), la Cova Redona amb restes del tercer mil·lenni abans de l'Era i el poblat ibèric del Castellar.
La part superior del Tossal de la Vila es presenta com una gran plataforma de 114 x 60 metres, amb una superfície habitable superior a 0,4 hectàrees, on majoritàriament aflora la roca calcària. La part est resulta inaccessible per la presència de penya-segats, mentre que presenta una accessibilitat fàcil per la part nord, oest i sud, zones on precisament es disposa la muralla.

## El Tossal de la Vila entre el Bronze final i el ferro antic (segles VIII-VII abans de l'Era)

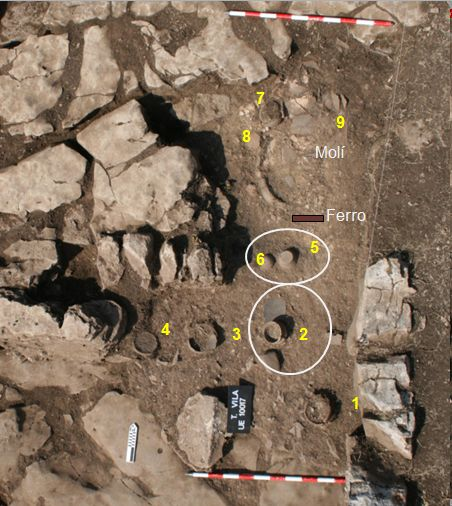
Excavacions 2012

La primera ocupació humana del Tossal de la Vila es va produir cap al segle VIII abans de l'Era i va finalitzar cap a mitjan segle VII abans de l'Era com a conseqüència d'un incendi.
De moment s'ha pogut determinar la presència d'habitatges de forma més o menys rectangular amb murs principals de pedra, juntament amb altres secundaris construïts amb un estret sòcol de pedres i alçat de terra i tova. Aquests habitatges semblen disposar-se adossats a un primitiu mur o muralla que s'observa sota la muralla de la fase posterior d'època islàmica.
Entre les troballes destaquen un nombre considerable de ceràmiques a mà en bon estat de conservació, entre les quals abunden tant grans contenidors d'emmagatzematge com altres recipients de dimensions més reduïdes com gots, gerres i olles destinades al processament i consum d'aliments. És per açò que s'interpreta una diferenciació dels espais entre aquells destinats a magatzem enfront d'altres on es desenvoluparien altres activitats més domèstiques o productives.
Un altre aspecte destacable del poblat pre/protohistòric són les seues llars, de les quals almenys dues d'elles presentaven una forma circular o el·líptica, delimitada amb revora.
El final del poblat va ser causat per un incendi que aparentment va ser bastant generalitzat, la qual cosa ha afavorit la conservació d'un registre arqueològic en molt bones condicions, si bé sol en aquelles zones no alterades per l'ocupació posterior d'època islàmica.

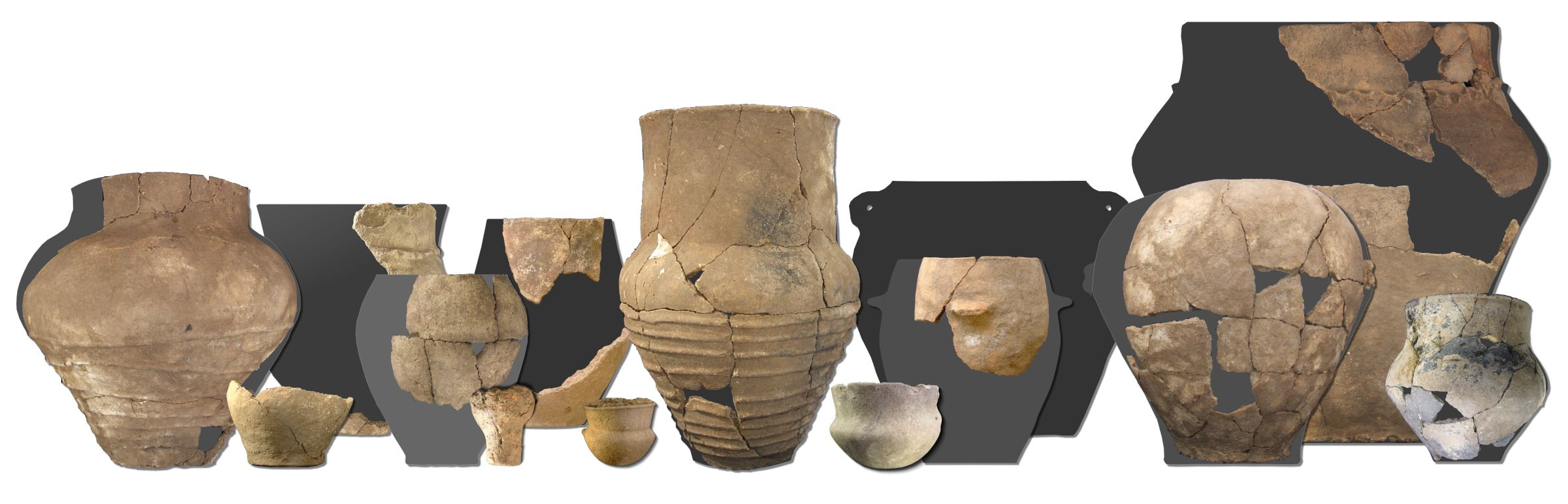
Materials ceràmics de la fase del bronze final-ferro antic

## El Tossal de la Vila en època islàmica (segle X de l'Era)
La segona fase d'ocupació es va produir més de 1500 anys després de l'incendi amb el qual va finalitzar el primer poblat i sobre les restes d'aquest, aprofitant-les en part.
Així, l'assentament d'època islàmica es presenta delimitat per una muralla amb bastions en la cara exterior, tant de forma semicircular com quadrats.
La tècnica constructiva d'aquesta muralla, de pedra en sec, no ha afavorit la seua conservació, i suggereix també un alçat no gaire desenvolupat, potser completat mitjançant superestructures de fusta.
A l'interior les excavacions han determinat la presència d'habitatges adossats a la muralla que es disposen separats en diferents llocs, i que en dos casos reprodueixen aparentment el mateix esquema tant en distribució com en dimensions, en un plantejament de dos àmbits contigus en el qual el primer d'ells, possiblement descobert o amb coberta perible, donava accés al segon àmbit.
Aquest assentament d'època islàmica es caracteritza per l'escassetat de restes de cultura material (com ara algunes olletes ceràmiques amb decoració acanalada fetes a torn lent) i d'activitat domèstica (fauna, llavors, etc), aspecte que dificulta la seua interpretació, però al mateix temps suggereix un caràcter contrari a la seua consideració com un hàbitat perllongat en el temps amb molts habitants.
El context polític i social del segle X en la península Ibèrica, de gran inestabilitat tant als inicis com al final del segle, permet plantejar la hipòtesi de la seua consideració com a campament fortificat, potser en actiu en breus i determinats períodes d'inestabilitat amb necessitats de control del territori, aprofitant la seua estratègica posició de gran visibilitat i domini sobre l'extrem sud dels corredors de la rambla Carbonera i de les Coves que conflueixen al final de la cadena muntanyenca al Pla de l'Arc.